# 타르투스주
타르투스주(아랍어: مُحافظة طرطوس)는 시리아를 구성하는 14개 주 가운데 하나로, 주도는 타르투스이며 면적은 1,892km2, 인구는 750,000명(2007년 기준)이다. 시리아 서부에 위치하고 있고 북쪽으로는 라타키아주, 북동쪽으로는 하마주, 남동쪽으로는 홈스주와 인접해 있으며 남쪽으로는 레바논, 서쪽으로는 지중해 연안과 인접해 있다.